# Гештальт-терапия
Гешта́льт-терапи́я (от нем. Gestalt — «целостный образ, форма») — одно из направлений в психотерапии, основанное на экспериментально-феноменологическом и экзистенциальном подходах[уточнить].
Гештальт-терапия зародилась в 1950-х годах и получила большое распространение, начиная с 1960-х годов. В другом источнике указано, что гештальт-терапия — направление психотерапии, созданное в середине XX столетия Ф. Перлзом под влиянием идей гештальтпсихологии, экзистенциализма и психоанализа. В отличие от психоанализа, гештальт-терапевт не занимается интерпретацией бессознательного пациента, а помогает клиенту развить самосознание и играет роль не пассивного стороннего наблюдателя, а активного участника, раскрываясь, взаимодействуя с пациентом как личность с личностью, как это предполагает гуманистический подход. Гештальт-терапия не является прикладной отраслью гештальтпсихологии, хотя и вобрала в себя некоторые идеи последней. На 2019 год для гештальт-терапии нет достоверной информации об эффективности этого метода психотерапии из-за малого числа исследований.

## Основные концепции и процесс терапии
Основной подход гештальт-терапии называется экспериментально-феноменологическим: в ходе гештальт-терапии клиенту предлагается ставить эксперименты и наблюдать выявляемые в ходе экспериментов феномены.
В качестве эксперимента клиенту может быть предложено, например, рассказать о каком-то событии своей жизни, о какой-то своей проблеме, просто поговорить на произвольную тему или представить и описать некую гипотетическую ситуацию и как бы пациент в ней себя повёл. Также в качестве эксперимента часто применяется монодрама (ещё называемая «метод пустого стула»): клиенту предлагается представить, что на пустом стуле рядом сидит какой-то важный для него человек (или он сам), и начать разговаривать с ним (с собой) вслух. Терапевт может вмешиваться в ход эксперимента: направлять его, задавать вопросы, акцентировать на чём-то внимание. Продолжительность эксперимента заранее не устанавливается. Перед началом терапевт инструктирует клиента внимательно наблюдать за собой в ходе эксперимента и фиксировать феномены.
В качестве феноменов могут выступать: эмоции, изменения в голосе (повышение и понижение тона, дрожание, запинки), мимика, поза, жесты, время реакции, появление разных ощущений в теле (напряжение, жар, холод, «мурашки») и т. д. Как феномены рассматриваются только явления, наблюдаемые непосредственно во время эксперимента, даже если эксперимент посвящён событиям прошлого. Это отражает важный принцип гештальт-терапии — принцип «здесь и сейчас», в соответствии с которым работа должна проводиться только над имеющимися в данный момент чувствами и мыслями (включая чувства и мысли по поводу прошлых событий), а не теми, что были в момент прошедших событий.
Учась фиксировать в себе феномены, пациент развивает в себе осознавание — ключевое понятие гештальт-терапии. Успех гештальт-терапии в целом зависит от успешности развития этого навыка и обучения пациента применять этот навык в реальной жизни после окончания сеансов терапии.
После завершения эксперимента феномены обсуждаются с гештальт-терапевтом. В ходе обсуждения затрагиваются темы потребностей и ожиданий клиента, обсуждается, как эти потребности и ожидания соотносятся с тем, что происходит на самом деле, что нужно от клиента другим людям, как соотносятся ожидания пациента и других людей. Гештальт-терапевт указывает на феномены, упущенные клиентом, на которые нужно обращать внимание при следующих экспериментах для улучшения осознавания. По канонам гуманистического подхода в гештальт-терапии гештальт-терапевт анализирует феномены совместно с клиентом на равных, избегая наставничества, доверяя суждениям клиента, при этом полностью вовлекаясь в процесс обсуждения, раскрываясь как личность, рассказывая о собственном опыте и событиях своей жизни. По этой причине личные качества гештальт-терапевта имеют огромное значение в гештальт-терапии, большее, чем в психоанализе и поведенческой терапии. Между клиентом и гештальт-терапевтом должен установиться диалог — ещё одно важное понятие гештальт-терапии.
Целью гештальт-терапии является создание и укрепление целостного образа (гештальта) личности клиента. Посредством осознавания клиент должен выявить отвергаемые им части своей личности: отвергаемые эмоции, потребности, черты характера, мысли. Затем принять (либо нейтрализовать) их, принять себя и тем самым восстановить целостность своей личности. Большое внимание при этом уделяется также развитию независимости личности — умению следовать своим собственным мечтам и потребностям, а не потребностям других людей. В процессе терапии активизируется творческое приспособление, что улучшает способности клиента к адаптации в постоянно изменяющихся условиях внешней ситуации. Вместо оценки, базирующейся на плохо переработанных мнениях других людей, клиент опирается на организмическое оценивание, связанное с возросшим осознаванием и дифференциацией собственных потребностей, присвоением собственных ценностей и логикой актуальной жизненной ситуации.
Клаудио Наранхо (1995) разделяет техники гештальт-терапии на супрессивные (отказ от повествовательности, фокусирование, конкретизацию, презентификацию), экспрессивные (инициация действия, простое повторение, преувеличение и развитие невербальной экспрессии, исполнение и проигрывание роли, раскрытие и обращение ретрофлексии) и техники интеграции (внутриличностное столкновение, ассимиляция проекции). Целью техник является повышение эмоционального осознавания, восстановление способности выбирать, интеграция конфликтующих полярностей (частей личности).
Современные гештальт-терапевты используют эвристические модели для диагностики процесса контакта, в частности модель цикла контакта (цикла опыта, удовлетворения потребностей) (в модификациях Гудмана или Зинкера). Понимание механизма и уровня прерывания удовлетворения потребности помогает гештальт-терапевтам осуществлять процесс-ориентированные вмешательства. В клинической практике, наряду с принципами клинической феноменологии, для определения прогноза терапии и выбора оптимальной стратегии терапии некоторые современные гештальт-терапевты используют диагностические системы психодинамического направления психологии (PDM).

## История
Основные идеи гештальт-терапии были разработаны в 1940-50-х годах Фредериком (Фрицем) Перлзом, его женой Лаурой Перлз и Полом Гудманом. Фриц Перлз, психоаналитик и убеждённый фрейдист, в какой-то момент начал пересматривать свои взгляды на психоанализ, и первые идеи гештальт-терапии можно рассматривать именно как ревизию психоанализа. Однако затем его идеи претерпели бурное развитие и быстро превратились в независимую систему психотерапии, вобрав в себя элементы гештальтпсихологии, экзистенциальной психологии, психодрамы и других популярных в 1940-х идей.
Совместно с Полом Гудманом (англ. Paul Goodman) и Ральфом Хефферлином (англ. Ralph Hefferline) в 1951 году Перлз пишет основополагающий труд «Гештальт-терапия: возбуждение и рост в человеческой личности» (англ. Gestalt Therapy: Excitement and Growth in the Human Personality). В 1952 году Перлз переезжает в Нью-Йорк и вместе с «Семёркой» (кроме него, в «Семёрке» состояли Лаура Перлз, Изидор Фром, Пол Гудман, Элиот Шапиро, Ричард Кицлер и Пол Вейс) учреждает Нью-Йоркский Гештальт-институт, штаб-квартира которого первоначально находилась в квартире Перлзов. Идеи гештальт-терапии быстро набирают популярность. В 1954 году был создан Кливлендский институт гештальт-терапии, а к концу 50-х годов группы гештальт-терапии были организованы по всей Америке. В 60-х годах началось распространение гештальт-терапии в Европе.
По сравнению с ранними годами гештальт-терапия претерпела в ходе своего развития два важных изменения. Во-первых, стала вновь чаще применяться индивидуальная терапия, которую Перлз недооценивал, считая индивидуальный формат работы устаревшим. Во-вторых, отношение к пациенту стало более терпимым и сочувственным. Жесткая конфронтация с клиентом, которую нередко применял сам Перлз, уступила место сотрудничеству и диалогической форме терапии. Сформированы основные центры обучения гештальт-терапии, в США, Франции, Италии, Греции, Испании и других странах.
В исследовании Grawe (1983) и более позднем метаанализе Bretz с соавторами (1994) выявлено, что гештальт-терапия показывает сопоставимую эффективность методами психодинамической и гуманистической психотерапии в терапии невротических расстройств. В России и странах постсоветского пространства гештальт-подход активно применяется в индивидуальном психологическом консультировании, семейном и супружеском консультировании, консультировании организаций и организационном развитии.

## Теория
Создатели гештальт-терапии считали это направление психотерапии абсолютно практическим и не подлежащим теоретическому изучению. У Фрица Перлза даже было понятие «слоновье дерьмо» — специально для обозначения теоретизирования. Однако с течением времени объём сведений и осмысление опыта гештальт-терапии потребовали теоретической систематизации и анализа. И тем, и другим впервые занялся Пол Гудмен, именно ему мы обязаны первым построением кривой цикла контакта и введением едва ли не большинства определений современной гештальт-терапии. Теория гештальт-терапии опирается на некоторые направления экзистенциальной терапии, такие как экзистенциальный анализ Л. Бинсвангера и логотерапия В. Франкла. Базовая идея гештальта основана на способности психики к саморегуляции при единстве всех функций человеческого организма и психики (как одной из них) — холистичности, на способности организма творчески приспосабливаться к окружающей среде и на принципе ответственности человека за все свои действия, намерения и ожидания. Основная роль терапевта заключается в том, чтобы фокусировать внимание клиента на осознавании (awareness) происходящего «здесь и сейчас» (а в интерпретации Ф. Перлза: «здесь и как»), ограничении попыток интерпретировать события, привлекать внимание к чувствам-индикаторам потребностей, собственной ответственности клиента как за реализацию, так и за запреты на реализацию потребностей.
Большой вклад в развитие методологии и теории гештальт-терапии внесли также Изидор Фром, Ирвин и Мариам Польстеры (авторы «Интегрированная гештальт-терапия: контуры теории и практики»), Джозеф Зинкер, Джон Энрайт (автор книги «Гештальт, ведущий к просветлению»), Серж Гингер (автор и соавтор двадцати книг по гештальту) и другие.
Личность в теории гештальт-терапии рассматривается как непрерывно протекающий процесс взаимодействия организма со средой и с самим собою. В этом процессе выделяются три важные функции:
- Id — совокупность всех телесных, аффективных и эмоциональных процессов;
- Personality — совокупность процессов мнезиса;
- Ego — функция выбора, принятия решения, включается только при наличии необходимости принятия решения.

С точки зрения Сержа Гингера, всё, что происходит с человеком, есть события, происходящие на границе-контакт, то есть граница-контакт одновременно обеспечивает обособление человека от среды и она же одновременно обеспечивает возможность взаимодействия со средой.
Подход к сопротивлению в гештальт-терапии коренным образом отличается от подхода аналитических направлений. Гештальт рассматривает сопротивления как способы взаимодействия организма со средой, некогда имевшие высокую эффективность для взаимодействия, но здесь и сейчас либо неуместные, либо вообще единственно доступные клиенту как способы взаимодействия (например, для клиента-наркомана самым характерным способом взаимодействия будет конфлюэнция второго типа, вполне органичная при взаимодействии матери и младенца). В связи с этим сопротивления клиента, естественно демонстрируемые им в ходе взаимодействия с терапевтом, используются как основа эффективного поиска неосознаваемых клиентом потребностей.
Ещё одна функция терапии в гештальте — выведение клиента на осознавание своих истинных потребностей. (Например, молодая женщина, жена моряка, жалуется на избыточный вес. В ходе терапии выясняется, что она сильно полнеет, когда её муж в плавании. Отмечается также привычка — в начале ночи она идёт к холодильнику и наедается «до отвала», после чего может спать. Ходом терапии клиентка выводится к осознаванию истинной телесной потребности — потребности в сексе, — «заедаемой» одинокими ночами. Соответственно, она получает осознавание того, с чем именно ей надо решать проблему.)
Ф. Перлз разрабатывал гештальт-терапию, опираясь на практику психоанализа, экзистенциализм, феноменологию, восточную философию, теорию поля и теорию гештальтпсихологии. Концептуально гештальт-терапия неотделима от гуманистической и экзистенциальной психологии.
Однако если прислушаться к Клаудио Наранхо, то можно узнать о других истоках и формах гештальт-терапии. Основные аспекты традиционной философии гештальт-терапии — аспекты осознанности, актуальности и ответственности. Цель и средство традиционной гештальт-терапии — «сознательное осознавание» (Ж. М. Робин, Дж. Энрайт, Ф. Перлз, С. Гингер). Ситуация проживается клиентом здесь-и-сейчас в присутствии сознания. Степень включённости именно сознания меняется динамически в связи с потребностью, интенсивностью переживаний и т. д. К. Наранхо придерживается иной точки зрения, выделяя актуальность. Одна из основных техник в терапии Наранхо — концентрация на настоящем, здесь и сейчас, что и составляет основу гештальт-терапии Наранхо. Для того, чтобы выделить и отличить эту модальность, Наранхо вводит собственный термин — презентификация: «Как и в случае с мечтами и фантазиями о будущем, в гештальте существует свой подход и к прошлому, который я предложил называть презентификацией (восприятие прошлого с точки зрения настоящего). Посредством обыгрывания клиент снова ставит себя в ситуацию, воспоминания о которой преследуют его, и управляется с ней, как если бы она была в настоящем». Существуют по крайней мере два пути, в которых концентрация на настоящем отражена техническим репертуаром гештальт-терапии Наранхо. Один — откровенная просьба к клиенту следовать его намерениям: здесь выражается то, что выходит в его теперешнее поле сознания. Чаще всего это сопровождается наставлением воздержаться от осмысливания во имя чистого самонаблюдения. Другой путь — презентификация прошлого или будущего (или фантазии в целом).
Гештальт-терапия применяется к комплексном лечении невротических расстройств (с высоким уровнем контроля), при психологических проблемах и нормативных кризисах здоровых людей, в консультировании пар и семей, организационном консультировании. Гештальт-терапия оказала влияние на развитие современных методов психотерапии, в том числе и бихевиорального направления (диалектико-поведенческой терапии, схема-терапии, терапии принятия и ответственности), а также экспериментальных методов (процессуальной терапии, эмоционально-фокусированной терапии). Современная гештальт-терапия, опирается на принципы философской феноменологии и теории поля (гештальтпсихологии), интегрирует представления современной психодинамической терапии, отличается большим разнообразием технических стилей и школ.

## Научная обоснованность и эффективность
Из-за того, что исследования эффективности гештальт-терапии проводятся редко, на 2019 год эффективность этого терапевтического метода всё ещё не выяснена.

## «Молитва гештальт-терапии»
В 1969 году в своей книге Gestalt Therapy Verbatim Фриц Перлз опубликовал «молитву гештальт-терапии» (англ. Gestalt prayer) — короткий текст из 56 английских слов, получивший в США и затем в мире широкую известность и вызвавший бурную реакцию, множество критических отзывов, переработок и подражаний, её часто писали на плакатах в США 1970-х. «Молитва» выражает важную для гештальт-терапии концепцию независимости личности и предлагает модель отношений между такими независимыми личностями. По мнению биографов Фрица Перлза Дж. Гейнса и М. Шепард, этот текст также являлся личным кредо Перлза, который никогда не стремился оправдать чьих-либо ожиданий, всегда делал только то, что считал нужным, и полагал, что отношения между двумя независимыми личностями могут носить только ограниченный и временный характер. За это последнее утверждение Перлз часто подвергался критике, но несомненно, что «гештальт-молитва» оказала огромное влияние на культуру 70-х. По мнению профессора Университета Миссури Роберта Долливера, это произошло во многом потому, что молитва попала «в струю 70-х» — десятилетия «Я», эпохи борьбы за свои права, отвержения многих традиционных «истин» и поиска новых форм взаимоотношений.
Я делаю своё, а ты своё.
Я в этом мире не для того, чтобы исполнить твои ожидания,
А ты в этом мире не для того, чтобы исполнить мои.
Ты — это ты, а я — это я.
Если случайно нам доведется встретиться — отлично,
А если нет, то ничего не попишешь.
I am not in this world to live up to your expectations,
And you are not in this world to live up to mine.
You are you, and I am I,
And if by chance we find each other, it's beautiful.
If not, it can't be helped.Perls F. S. Gestalt Therapy Verbatim. // The Real People Press, 1969. — P. 4.